# Corbu (Olt)
Corbu è un comune della Romania di 2 548 abitanti, ubicato nel distretto di Olt, nella regione storica della Muntenia. 
Il comune è formato dall'unione di 5 villaggi: Burdulești, Buzești, Ciurești, Corbu, Milcoveni.